# Giovanni Mercati
Giovanni Mercati (17 grudnia 1866 w Villa Gaida, diec. Reggio nell’Emilia; 23 sierpnia 1957 w Watykanie) – włoski duchowny katolicki, kardynał.

## Życiorys
Studiował w seminariach w Maroli i Reggio Emilia, przy Bibliotece Ambrozjańskiej w Mediolanie oraz na Papieskim Uniwersytecie Gregoriańskim w Rzymie. Święcenia kapłańskie przyjął 21 września 1889 w Reggio Emilia. W latach 1892–1893 wykładowca seminarium w Reggio Emilia. W 1893 pracował w Bibliotece Ambrozjańskiej w Mediolanie, następnie w Bibliotece Watykańskiej, a 23 października 1919 mianowany prefektem Biblioteki Watykańskiej.
Otrzymał honorowe godności prałata domowego (2 sierpnia 1904) oraz protonotariusza apostolskiego (12 stycznia 1936). 15 czerwca 1936 został mianowany kardynałem diakonem, z kościołem tytularnym św. Jerzego na Velabrum, 18 czerwca tego roku – Bibliotekarzem i Archiwistą św. Kościoła Rzymskiego. Uczestniczył w konklawe 1939.
W roku 1942 opracował listę papieży zwaną listą Mercatiego, która od tamtej pory została oficjalnie uznana przez Kościół katolicki.